# Liste der Krankenhäuser in New York City
Diese Liste der Krankenhäuser in New York City sortiert die im Stadtgebiet von New York City angesiedelten Krankenhäuser alphabetisch nach Klinikverbund, dann nach Häusern. Für 2009 nannte sie 40 bis 45 aktive Einrichtungen. Es gibt einen andauernden Konzentrationsprozess hin zu wenigen großen Klinikgesellschaften, der teilweise mit Standortschließungen einhergeht. Viele der privaten Verbünde haben Häuser außerhalb New York Citys, die hier nicht mit aufgeführt sind.
Für die Zuordnung in der Rettungsleitstelle hat jedes Krankenhaus eine mit H beginnende Codenummer, die hier, soweit bekannt, mit angegeben wird. Den Rettungsdienst in New York City organisiert das New York City Fire Department, wobei Rettungswagen der Feuerwehr und von beitragenden (voluntary) Krankenhäusern im Verbund arbeiten.
Ehemalige, geschlossene Kliniken sind in einem separaten Abschnitt aufgeführt.

## Krankenhäuser in New York City

### BronxCare Health System

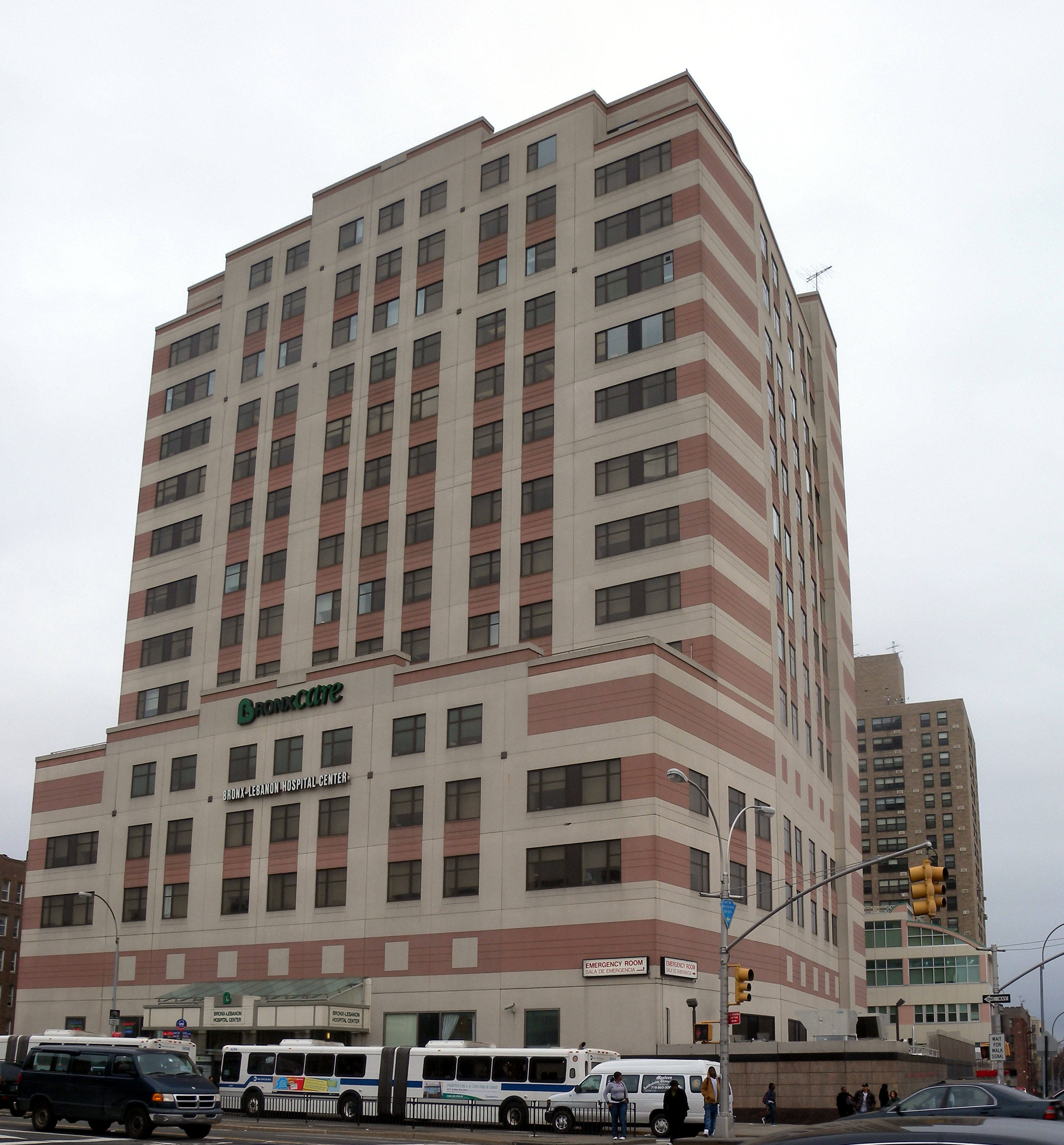
Gebäude des BronxCare Concourse (2010)

BronxCare Health System ist seit 2017 der Markenauftritt des Bronx-Lebanon Hospital Center mit zwei Standorten.
- BronxCare Concourse: 1650 Grand Concourse an der Mount Eden Avenue. War bis 1962 das Lebanon Hospital. Code H23.[1]
- BronxCare Fulton: 1276 Fulton Avenue. War bis 1962 das Bronx Hospital. H24.

### MediSys Health Network
- Flushing Hospital Medical Center, gegründet 1884; Parsons Boulevard an der 45th Street, Queens. Code H33.
- Jamaica Hospital Medical Center, Van Wyck Expressway und 89th Avenue, Queens. H34.

### Montefiore Health System
Das Montefiore Medical Center, gegründet 1882, ist Lehrkrankenhaus des Albert Einstein College of Medicine. Es hat drei Standorte in der Bronx:
- Jack D. Weiler Hospital, ehemals das Einstein Hospital, 1825 Eastchester Road, Morris Park. Code H22.
  - Children’s Hospital at Montefiore Weiler Division
- Montefiore Hospital Moses Division, 111 East 210th Street, Norwood. H29.
  - Children’s Hospital at Montefiore
- Wakefield Division of Montefiore, ehemals das Our Lady of Mercy Medical Center, 600 East 233rd Street, Wakefield. H28.

### Mount Sinai Health System

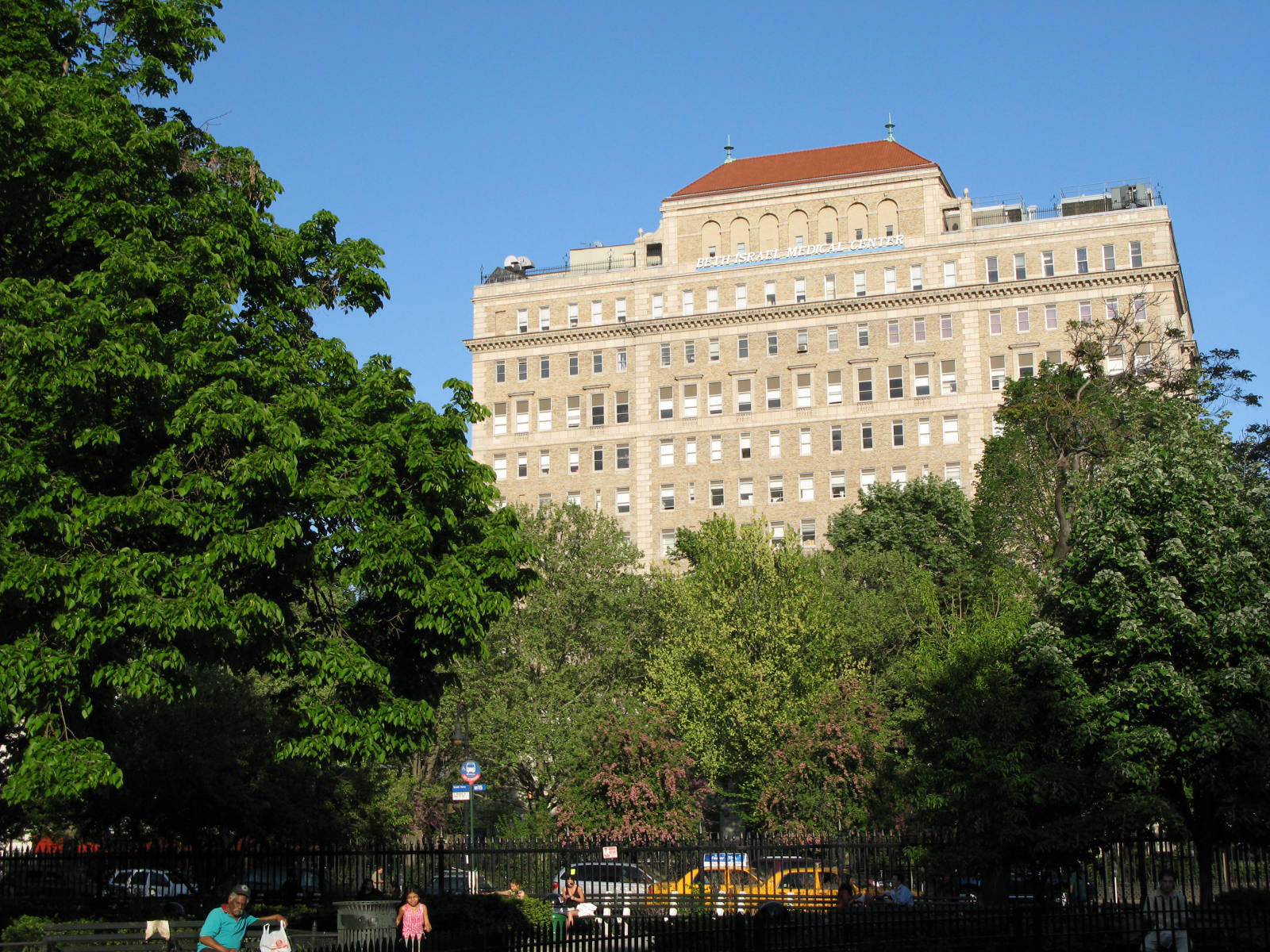
Gebäude des Mount Sinai Beth Israel, fotografiert vom Stuyvesant Square (2007)

Das Mount Sinai Health System entstand 2013 aus der Fusion der Krankenhausgesellschaften Continuum Health Partners und Mount Sinai Medical Center. Das Mount Sinai ist das Lehrkrankenhaus der Icahn School of Medicine at Mount Sinai.
- Mount Sinai Beth Israel, gegründet 1890; 1st Avenue an der 16th Street, Gramercy Park, Manhattan. War bis 2013 das Beth Israel Medical Center. Mount Sinai kündigte 2023 die Schließung des Standorts an.[3] Code H03.
  - Mount Sinai Behavioral Health Center, 45 Rivington Street, Manhattan. 2023 eröffnet.[3]
- Mount Sinai Brooklyn: 3201 Kings Highway, Brooklyn; war von 1955 bis 1995 das Kings Highway Hospital Center, war bis 2015 das Beth Israel-Kings Highway Division. H93.
- Mount Sinai Hospital, 1468 Madison Avenue, East Harlem, Manhattan. H13.
  - Kravis Children’s Hospital, 1184 Fifth Avenue, Manhattan. Gestiftet 1988 von Henry Kravis.
- Mount Sinai Morningside: 1111 Amsterdam Avenue, Manhattan, war von 2013 bis 2020 das Mount Sinai St. Luke’s, war von 1978 bis 2013 Teil des St. Luke’s-Roosevelt Hospital Center, wurde 1896 als St. Luke’s Hospital gebaut. H20.
- Mount Sinai Union Square: 10 Union Square East, Manhattan. War bis 2013 Teil des Beth Israel Medical Center.
- Mount Sinai West: 1000 Tenth Avenue, Manhattan, hieß bis 2015 Mount Sinai Roosevelt, war von 1978 bis 2013 Teil des St. Luke’s-Roosevelt Hospital Center, wurde 1864 als Roosevelt Hospital gestiftet. H18.
- New York Eye and Ear Infirmary, gegründet 1820. 310 East 14th Street Ecke Second Avenue, Manhattan. H61.
- The Brooklyn Hospital Center, gegründet 1845; DeKalb Avenue an der Ashland Avenue, Brooklyn. Seit 2014 mit Mount Sinai verbunden, vorher seit 1998 mit NewYork-Presbyterian Hospital, vorher seit 1982 Standort im Verbund mit Caledonian Hospital als Brooklyn Caledonian Hospital. H95.
- Richmond University Medical Center, gegründet 1903, 2007 umbenannt; 355 Bard Avenue, Staten Island. Eines von drei verbliebenen Krankenhäusern auf Staten Island (Stand 2022).

### New York Harbor Healthcare
Das Kriegsveteranenministerium der Vereinigten Staaten (kurz Veterans Affairs oder VA) betreibt durch New York Harbor Healthcare drei nicht-öffentliche Krankenhäuser in New York City.
- Margaret Cochran Corbin VA Campus, benannt nach Margaret Cochran Corbin; East 23rd Street, Manhattan
- Brooklyn VA Medical Center, Dyker Heights, Brooklyn
- St. Albans Primary and Extended Care Facility, Linden Boulevard, St. Albans, Queens

### NewYork-Presbyterian Hospital

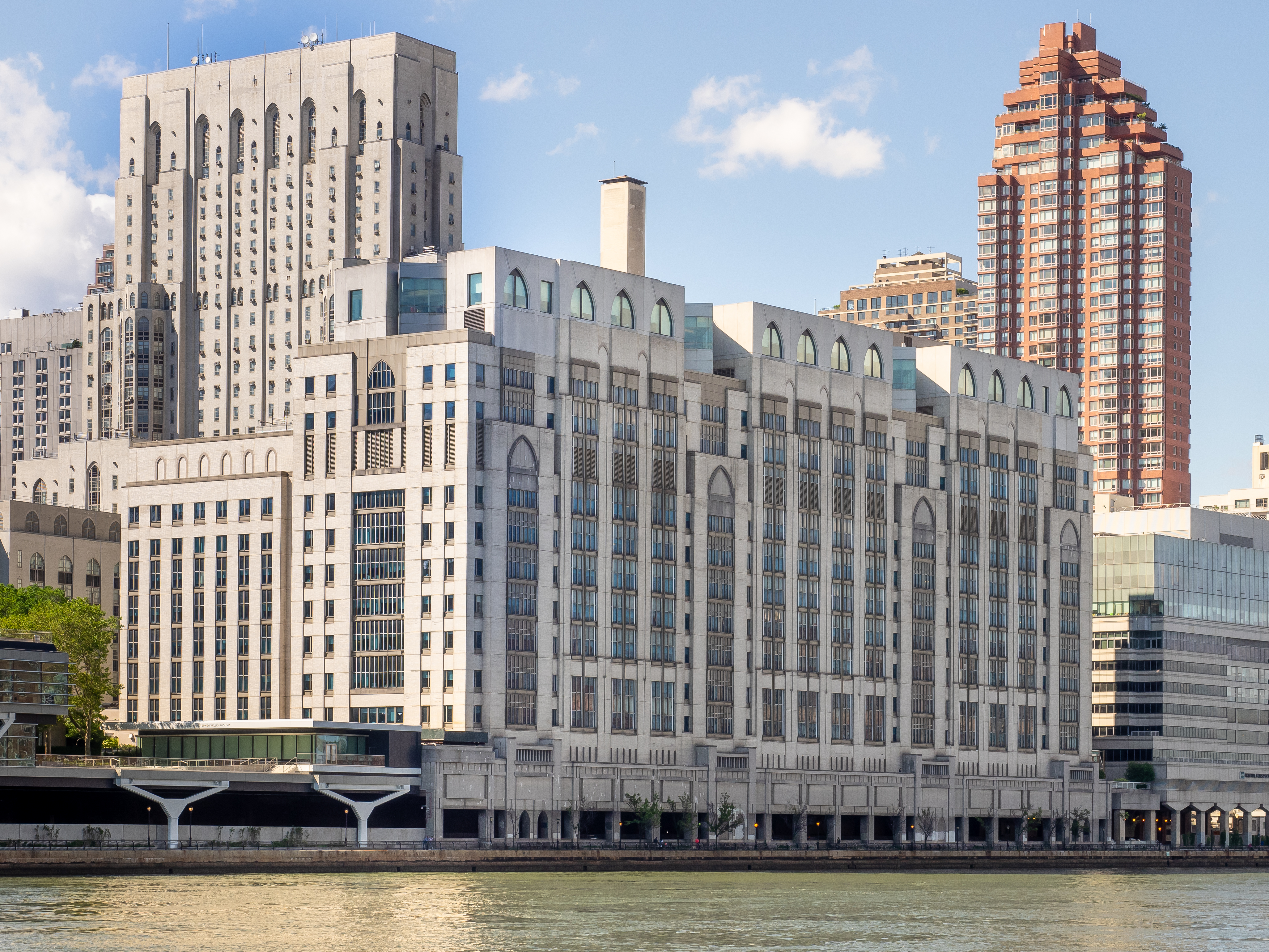
Weill Cornell Medical Center am East River in Manhattan (2019)

Das NewYork-Presbyterian Hospital, dessen offizieller Name The New York and Presbyterian Hospital lautet, ist eine 1998 vollzogene Fusion aus dem New York Hospital und dem Presbyterian Hospital. Es ist Lehrkrankenhaus sowohl des Vagelos College of Physicians and Surgeons der Columbia University als auch des Weill Cornell Medical College der Cornell University.
- Allen Hospital, 5141 Broadway an der 220th Street, Inwood, Manhattan. Code H16.
- Brooklyn Methodist Hospital; 506 6th Street zwischen 7th und 8th Avenues, Park Slope, Brooklyn. H54.
- Columbia University Irving Medical Center, 168th Street, Washington Heights, Manhattan. H17.
- NewYork-Presbyterian Queens, bis 2015 das New York Hospital Queens, früher unter dem Namen Booth Memorial Hospital; 58-46 Booth Memorial Avenue an der Main Street, Flushing, Queens. H31.
- Lower Manhattan Hospital. War bis 2013 das New York Downtown Hospital, gegründet 1857; 170 William Street, Manhattan. H01.
- Morgan Stanley Children’s Hospital, 3959 Broadway an der 165th Street.
- Weill Cornell Medical Center, gegründet 1771; 525 East 68th Street und York Avenue, Manhattan. H14.
  - Komansky Children’s Hospital am Weill Cornell Medical Center.

### Northwell Health

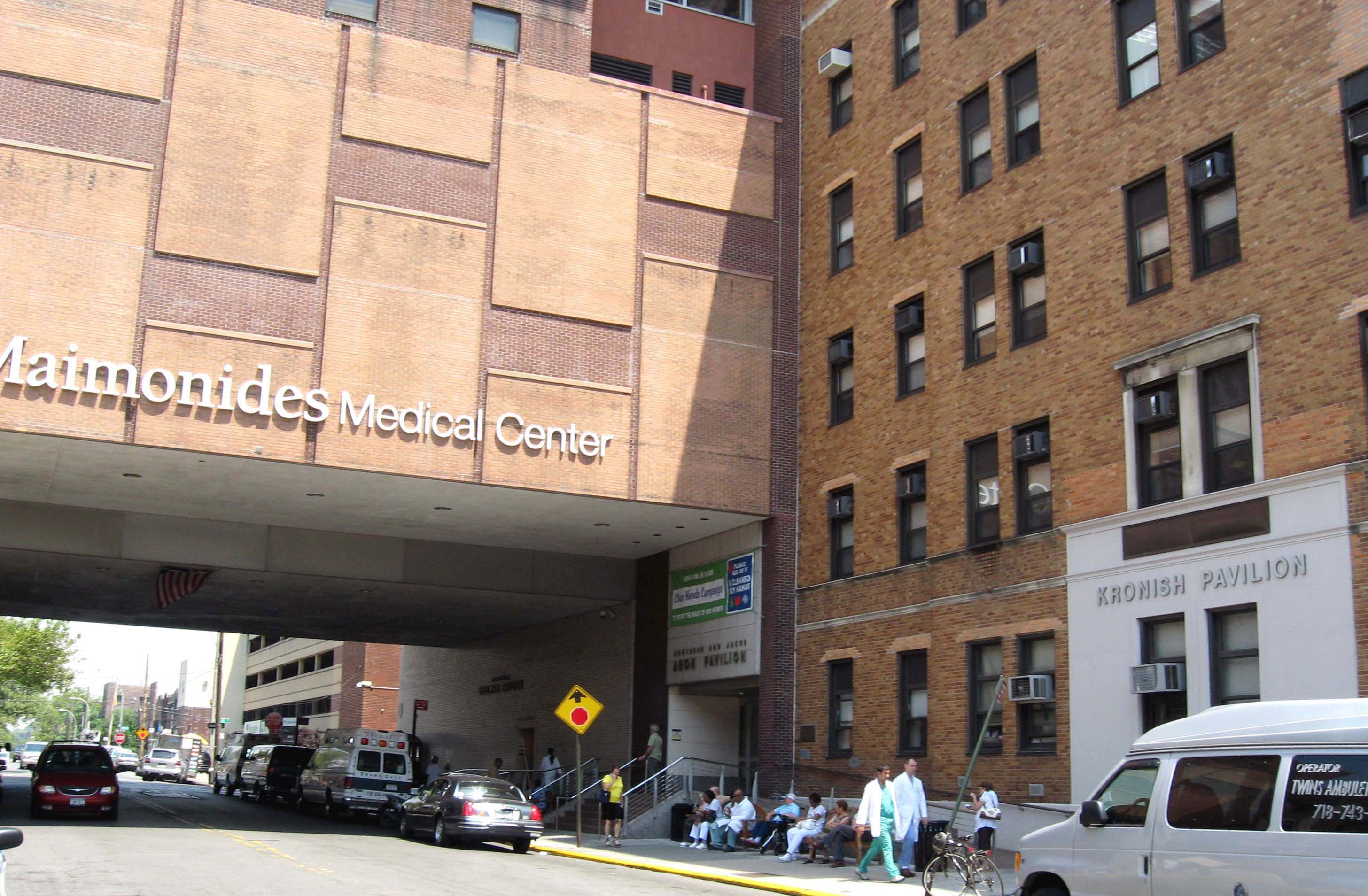
Maimonides Medical Center (2008)

Northwell Health ist ein privater, nicht gewinnorientierter Klinikverbund. Er hieß bis 2015 North Shore-Long Island Jewish Health System und hat seinen Schwerpunkt auf Long Island. Die akademische Lehre findet an der 2008 gegründeten Donald and Barbara Zucker School of Medicine at Hofstra/Northwell der Hofstra University in Hempstead statt.
- Lenox Health Greenwich Village, nach Umbau eröffnet 2014. War bis 2010 der Westflügel des abgerissenen St. Vincent Catholic Medical Center. Greenwich Village, Manhattan. Code H06.
- Lenox Hill Hospital, gegründet 1860; 111 East 77th Street, Manhattan. H11.
- Long Island Jewish Forest Hills Hospital, gegründet 1953 als Forest Hills General Hospital, später das LaGuardia Hospital, das North Shore University Hospital at Forest Hills, zuletzt 2006 bis 2016 das Forest Hills Hospital; 102-01 66th Road, Forest Hills, Queens. H77.
- Long Island Jewish Medical Center, steht auf der Stadtgrenze sowohl in Glen Oaks, Queens als auch in Lake Success, Nassau County. H35.
  - Zucker Hillside Hospital, Psychiatrie, gegründet 1925; 75-29 263 Street, Glen Oaks, Queens.
- Maimonides Medical Center, benannt nach Moses Maimonides, entstand 1947 aus dem Beth Moses Hospital und dem United Israel Zion Hospital; 48th Street und Tenth Avenue, Brooklyn. Seit 2013 der Brooklyner Lehrort des Albert Einstein College of Medicine. H53.
- Manhattan Ear, Eye & Throat Hospital, gegründet 1869, 210 East 64th Street, Manhattan. H05.
- Staten Island University Hospital, gegründet 1861. Die beiden getrennten Standorte sind zwei von insgesamt drei verbliebenen Krankenhäusern auf Staten Island (Stand 2022).
  - North Campus, war Staten Island University Hospital, war Samuel R. Smith Infirmary; 475 Seaview Avenue. H62.
  - South Campus, war Richmond Memorial Hospital; 375 Seguine Avenue. H59.

### NYC Health + Hospitals

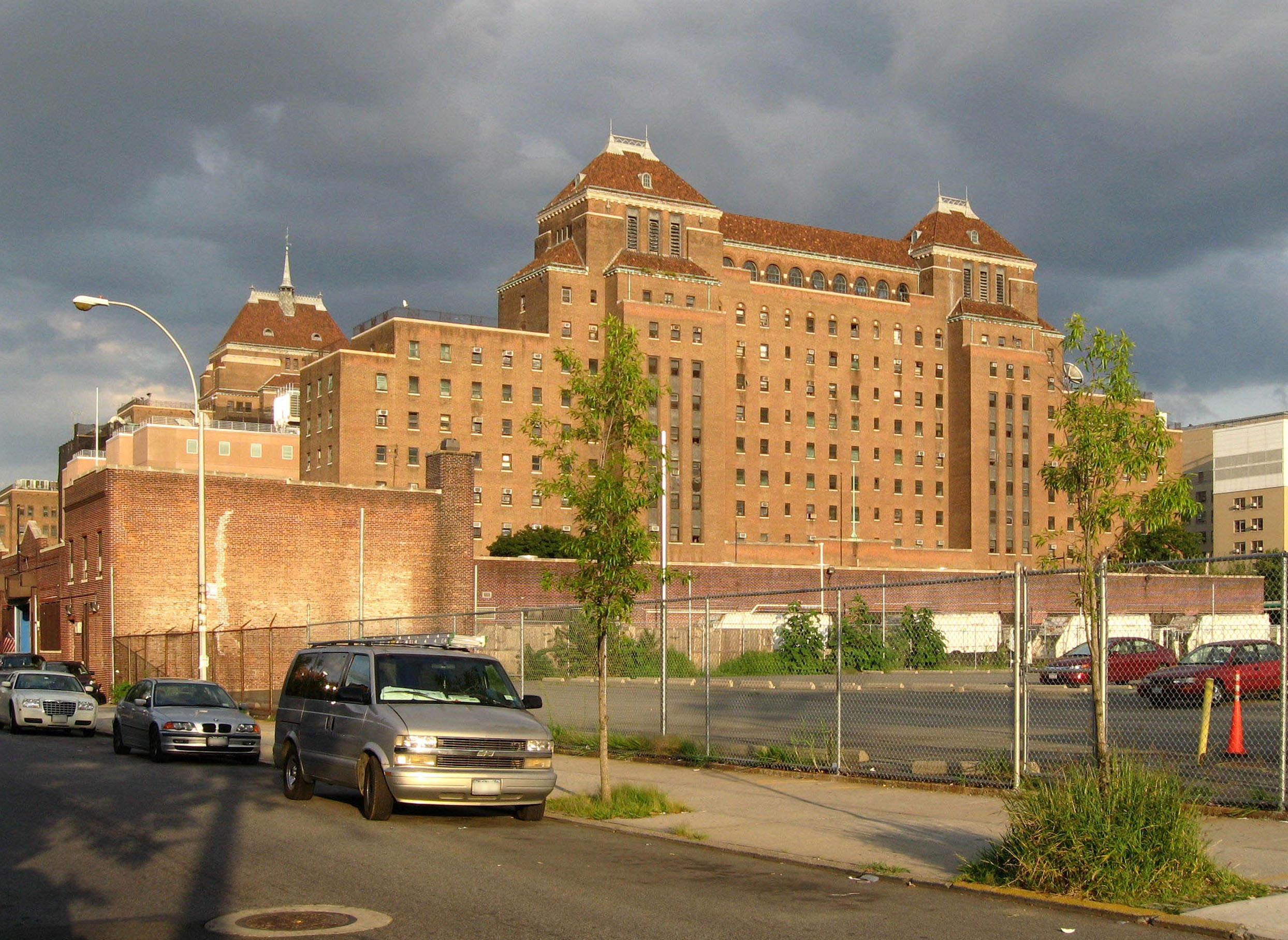
Kings County Hospital (2010)

Die New York City Health and Hospitals Corporation ist eine öffentlich-rechtliche Krankenhausgesellschaft, die 1969 als gemeinnütziger städtischer Träger von Krankenhäusern und des Rettungsdienstes NYC EMS auf Beschluss der New York State Legislature gegründet wurde. Der Rettungsdienst wurde 1996 in das New York City Fire Department integriert.
- Bellevue Hospital Center, First Avenue an der East 26th Street, Manhattan. Code H02.
- Coler Specialty Hospital oder Bird S. Coler Hospital, Fachklinik für Rehabilitation, ehemals Teil des Coler-Goldwater Specialty Hospital, am Nordende von Roosevelt Island, Manhattan.
- Coney Island Hospital, 2601 Ocean Parkway, Brooklyn. H42.
- Elmhurst Hospital Center, Broadway, Elmhurst, Queens. H32.
- Harlem Hospital Center, Lenox Avenue, Manhattan. H07.
- Jacobi Medical Center, Morris Park, The Bronx, am Standort des Albert Einstein College of Medicine. Benannt zu Ehren Abraham Jacobis. War das Bronx Municipal Hospital Center. H25.
- Kings County Hospital Center, 451 Clarkson Avenue, Flatbush, Brooklyn. H48.
- Lincoln Medical Center, 234 East 149th Street, Mott Haven, The Bronx. H27.
- Metropolitan Medical and Mental Health Center, East Harlem, Manhattan. H12.
- North Central Bronx Hospital, 3424 Kossuth Avenue, Norwood, The Bronx. H70.
- Queens Hospital Center, 82-68 164th Street, Jamaica, Queens. H38.
- Woodhull Medical and Mental Health Center, 760 Broadway an der Flushing Avenue, Bedford–Stuyvesant, Brooklyn. H45.

### NYU Langone Health

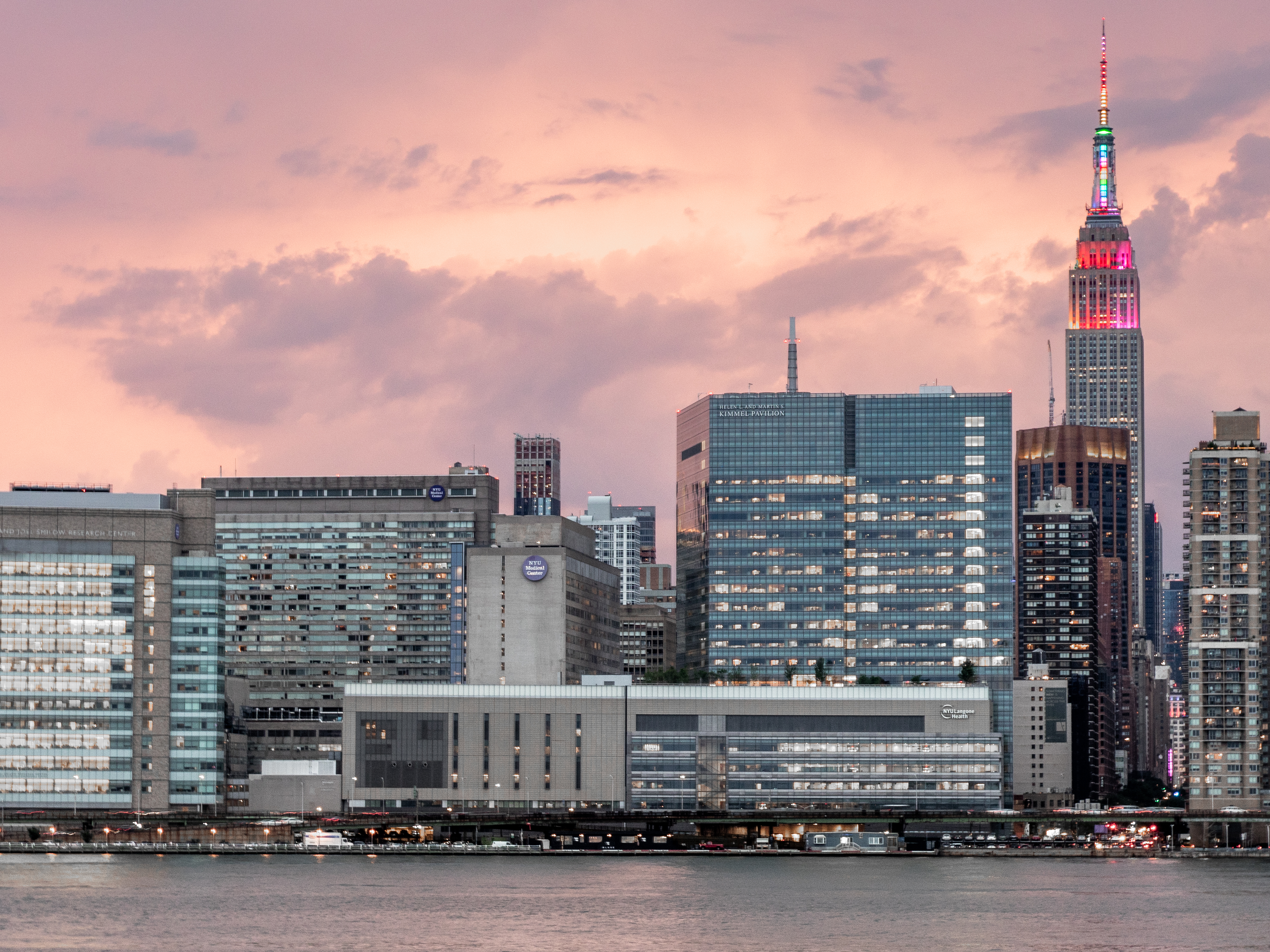
Blick über den East River auf das NYU Langone Medical Center, rechts im Bild das Empire State Building (2018)

Das Krankenhausunternehmen heißt seit 2017 NYU Langone Health, hieß bis 2017 NYU Langone Medical Center und bis 2008 NYU Medical Center. Es ist das akademische Lehrkrankenhaus der privaten New York University mit den beiden medizinischen Fakultäten NYU Grossman School of Medicine und NYU Long Island School of Medicine. Der Namensbestandteil Langone weist auf eine Schenkung durch den Gründungsfinanzier von The Home Depot, Kenneth Langone, hin, der auch im Kuratorium des Hauses sitzt.
- NYU Langone Medical Center, 530–550 First Avenue. Code H15.
  - Hassenfeld Children’s Hospital
  - NYU Langone Orthopedic Hospital, früher das NYU Hospital for Joint Diseases, gegründet 1905; 301 East 17th Street, Manhattan.
  - Rusk Institute of Rehabilitation Medicine
- NYU Langone Hospital – Brooklyn, 150 55th Street, Sunset Park, Brooklyn. War das Lutheran Medical Center. H51.

### Einzelne Häuser

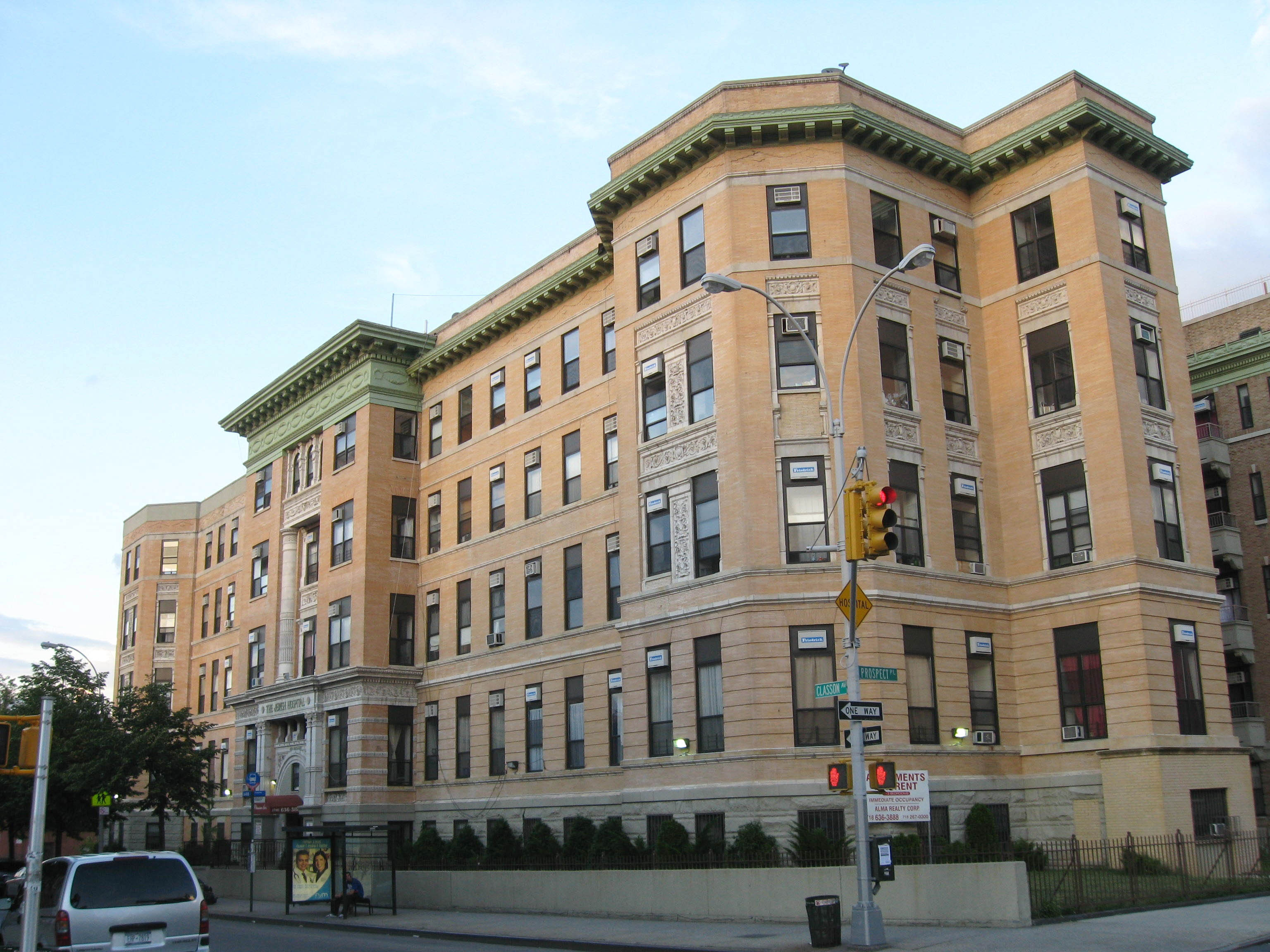
Ehemaliges Jewish Hospital of Brooklyn, heute ein Wohngebäude (2008)

Die folgenden Häuser sind mit Stand 2022 nicht Teil eines Klinikverbunds.
- Brookdale University Hospital and Medical Center, Brookdale Plaza, Rockaway Parkway am Linden Boulevard, Brooklyn. Code H41.
- Calvary Hospital, Morris Park, The Bronx. Hospiz mit Außenstellen im NYU Langone Hospital Brooklyn und als Dawn Greene Hospice, Upper East Side.
- Interfaith Medical Center, 1545 Atlantic Avenue, Brooklyn. 1983 aus Zusammenschluss des Jewish Hospital of Brooklyn und des St. John’s Episcopal Hospital Brooklyn entstanden. H55.
- Memorial Sloan-Kettering Cancer Center, Krebszentrum in Zusammenarbeit mit Weill Cornell Medical College und Rockefeller University; gegründet 1884 als New York Cancer Hospital, ab 1899 das General Memorial Hospital; 1275 York Avenue, Manhattan. H08.
- St. Barnabas Hospital, gegründet 1866; 186th Street an der Third Avenue, The Bronx. H83.
- St. John’s Episcopal Hospital South Shore, einziges verbliebenes Krankenhaus in Far Rockaway, 327 Beach 19th Street, Queens.[5] H40.
- Hospital for Special Surgery, führendes Fachklinikum für Orthopädie und Rheumatologie, Zusammenarbeit mit Weill Cornell Medical College, Rockefeller University und Memorial Sloan-Kettering Cancer Center. Gegründet 1882; 535 East 70th Street, Upper East Side, Manhattan.
- Wyckoff Heights Medical Center, gegründet 1899 mit Spenden des „Plattdeutscher Volksfest-Verein“ als das German Hospital of Brooklyn; 374 Stockholm Street, Bushwick, Brooklyn. H58.

## Ehemalige Kliniken/Krankenhäuser in New York City

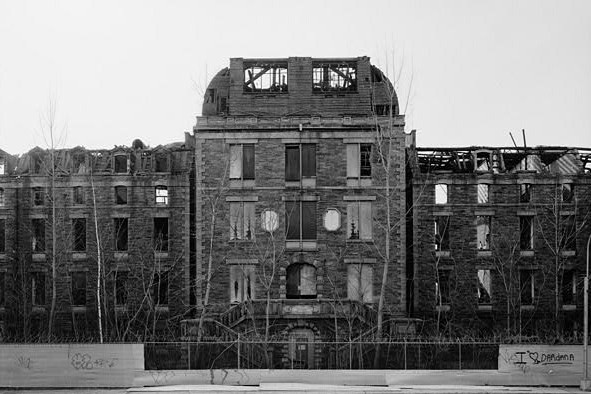
Ruine des City oder Charity Hospital auf Roosevelt Island, 1994 abgerissen (Foto von 1989)

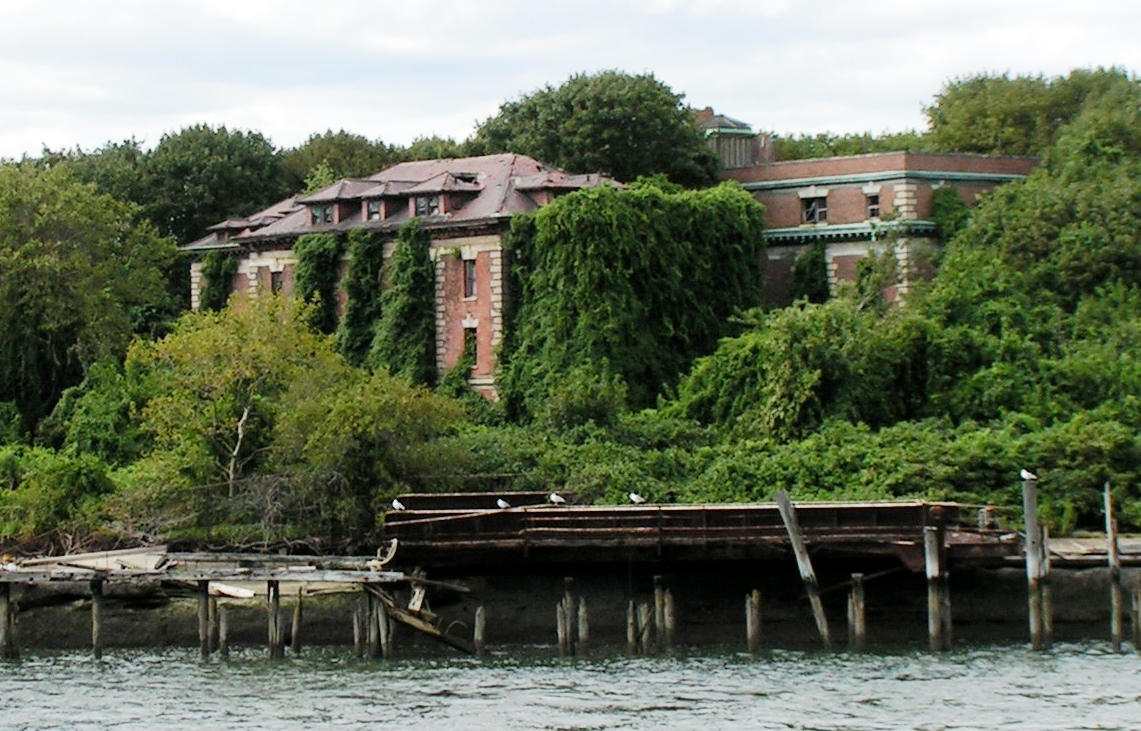
Ruine des Riverside Hospital auf North Brother Island (2006)

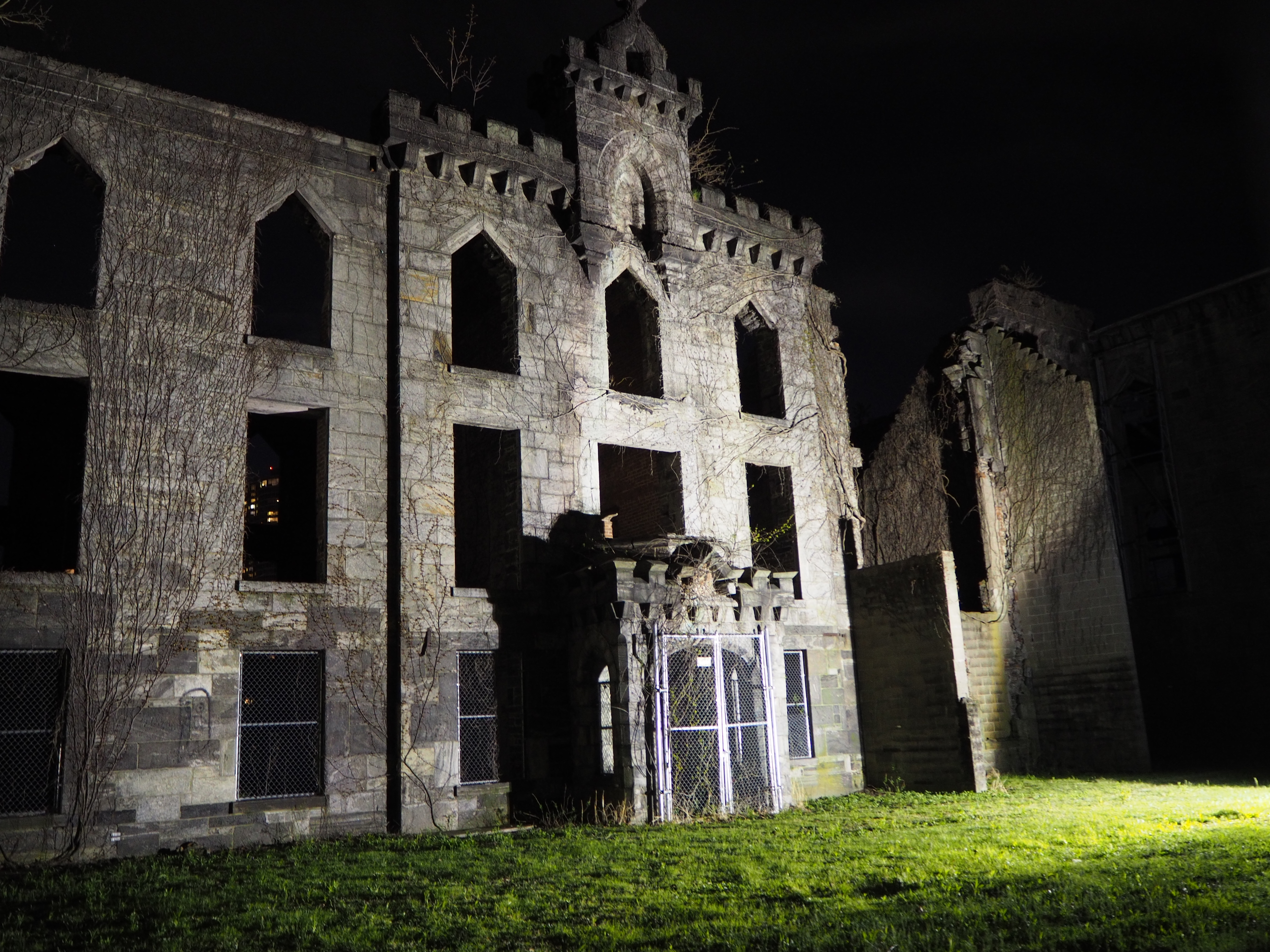
Denkmalgeschützte Ruine des Smallpox Hospital mit nächtlicher Illumination (2018)

- Adelphi Hospital, 50 Greene Avenue, Brooklyn.
- A.H. Wade’s Hospital
- Arthur C. Logan Memorial Hospital
- Baptist Medical Center 2749 Linden Blvd, Brooklyn.
- Bayley Seton Hospital, 75 Vanderbilt Avenue, Staten Island. War Teil des Richmond University Medical Center, gehörte von 2000 bis 2003 zu Saint Vincent’s Catholic Medical Center.
- Bay Ridge Hospital 437 Ovington Ave, Brooklyn.
- Beekman-Downtown Hospital, gegründet 1905; 117 Beekman Street, Manhattan.
- Bethany Deaconess Hospital 237 St. Nicholas Avenue, Ridgewood, Queens.
- Beth David Hospital, gegründet 1887; 159 East 19th Street, Manhattan.
- Beth Moses Hospital, 404 Hart Street, Brooklyn. Wurde 1947 mit dem United Israel Zion Hospital zum Maimonides Medical Center.
- Bronx Hospital, gegründet 1908; 1276 Fulton Avenue, The Bronx. 1962 mit Lebanon Hospital zum Bronx-Lebanon Hospital Center vereinigt, Standorte beider bis dahin eigenständiger Häuser blieben erhalten.
- Blackwell’s Island Hospital, 800 Betten
- Bradford Street Hospital, 15 Bradford Street, Brooklyn.
- Bloomingdale Asylum for the Insane
- Brooklyn City Hospital, 100 Betten, Gegründet 1845.
- Brooklyn Women’s Hospital, 1395 Eastern Parkway, Brooklyn.
- Brooklyn Eye and Ear Hospital, 29 Greene Avenue, Brooklyn.
- Brooklyn Hebrew Maternity Hospital
- Brooklyn State Hospital, jetzt das Kingsborough Psychiatric Hospital.
- Boulevard Hospital, 46-04 31st Avenue, Astoria
- Bushwick Hospital, gegründet 1891; Putnam Avenue at Howard Av., Brooklyn.
- Cabrini Medical Center 227 East 19th Street, Manhattan.
- Caledonian Hospital 10 Saint Paul’s Place, Brooklyn. Gegründet 1910. Von 1982 bis Schließung 2003 als Standort des Brooklyn Caledonian Hospital im Verbund mit The Brooklyn Hospital Center.
- Carson C. Peck Memorial Hospital Crown Street / Albany Ave, Brooklyn.
- Centre Street Hospital (1872)
- Doctors Hospital of Queens, 104-20 Van Wyck Expressway, Jamaica, Queens.
- City Hospital auf Roosevelt Island
- Convalescent Hospital, Hart’s Island. (1877)
- Cumberland Hospital (Brooklyn, NY) am Brooklyn–Queens Expressway, ersetzt durch das Cumberland Diagnostic Treatment Center
- Doctors Hospital Manhattan, 170 East End Avenue.
- Doctors Hospital of Queens, 104-20 Van Wyck Expressway, Jamaica, Queens.
- Doctor’s Hospital of Staten Island, gegründet in den frühen 1900ern, Umzug nach Concord in den 1960ern, geschlossen 2003.
- Eclectic Medical Dispensary of the City of New York (1840–1870)
- Emanuel Unity Hospital
- Emigrant’s Hospital, Wards Island
- Evangelical Deaconess Hospital  623 Chauncey Street, Brooklyn.
- French Hospital 330 West 30th, Manhattan.
- Flatbush General Hospital 719 Linden Boulevard, Brooklyn.
- Floating Hospital of St. John’s Guild (1875)
- Flower and Fifth Avenue Hospital, gegründet 1860; Fifth Avenue at 105th Street, Manhattan. Nun Terence Cardinal Cooke Health Center.
- Fordham Hospital
- Francis Delafield Hospital, 99 Fort Washington Ave, Manhattan.
- German Dispensary (1840–1870)
- Goldwater Memorial Hospital, war Teil des Coler-Goldwater Specialty Hospital, am Südende von Roosevelt Island, Manhattan, geschlossen 2013.
- Grand Central Hospital, 321 East 42nd Street, Manhattan.
- Grant General Hospital, Willetts Point

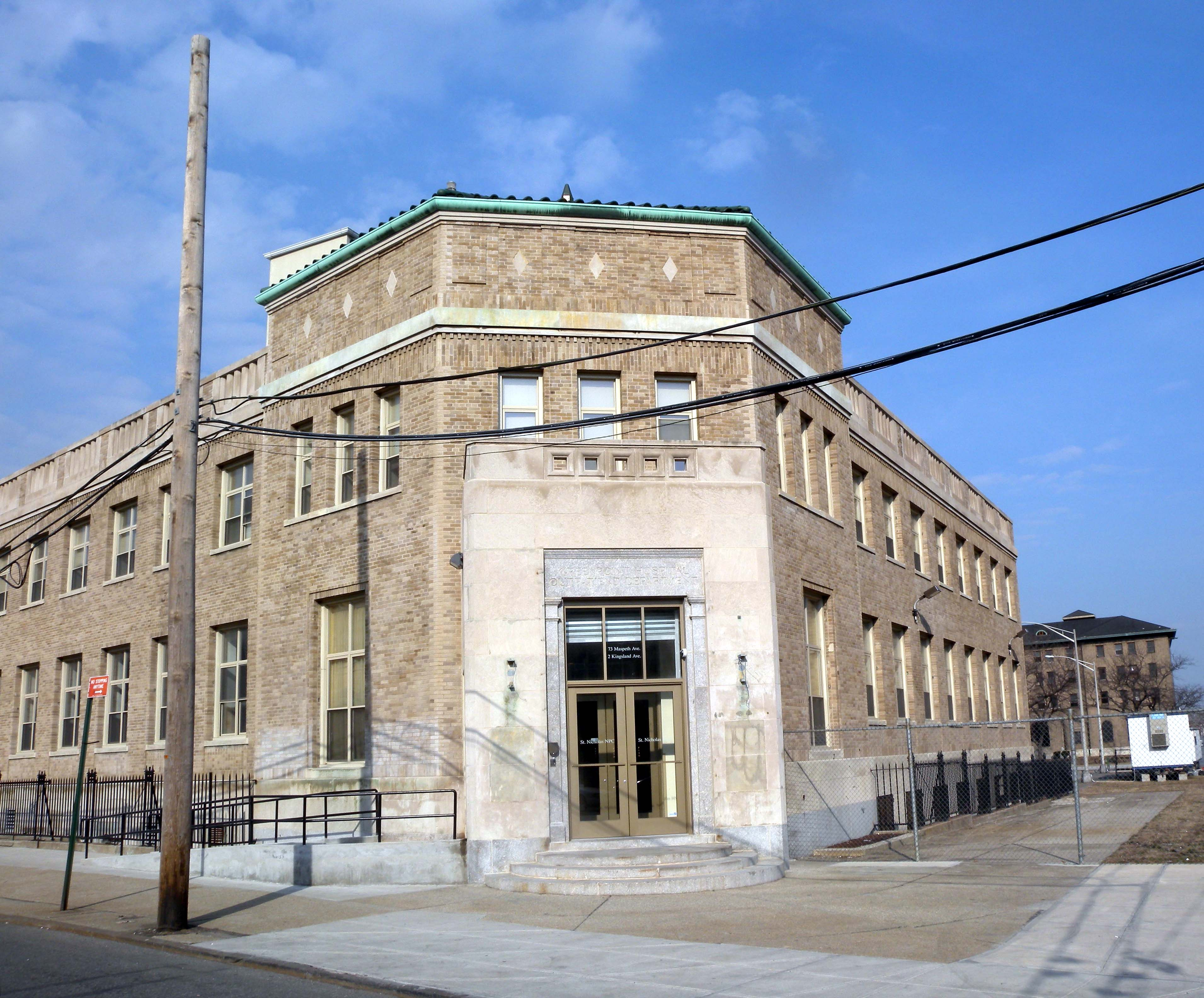
Greenpoint Hospital

- Greenpoint Hospital, 300 Skillman Avenue, Brooklyn
- Halcyon Hospital, 754 Boston Post Rd, Bronx.
- Harbor Hospital, Cropsey Avenue at 23rd Ave, Brooklyn.
- Holy Family Hospital, gegründet 1868; 155 Dean St., Brooklyn.
- Homoeopathic Hospital, Brooklyn (1878)
- Hospital for the Relief of the Ruptured and Crippled, Lexington Avenue / East 42nd St(1875)
- House of the Holy Comforter, gegründet 1800; 2751 Grand Concourse, Bronx.
- Hospital for Contagious Diseases
- Howard Beach General Hospital, 156-36 Cross Bay Blvd, Howard Beach, Queens
- Inebriate Asylum (1869)
- Interboro General Hospital, 2749 Linden Blvd, Brooklyn
- Israel Hospital, Brooklyn, ging 1920 mit dem Zion Hospital zum United Israel Zion Hospital zusammen. Seit 1947 zusammen mit dem Beth Moses Hospital das Maimonides Medical Center in Brooklyn.
- Italian Hospital, gegründet 1937 by the Italian Hospital Society, 123 West 110th St, Manhattan
- James Ewing Hospital
- Jews Hospital New York, 50 Betten
- Jewish Hospital for Chronic Diseases, gegründet 1929; E. 49th St. at Rutland Rd., Brooklyn.
- Jewish Memorial Hospital, gegründet 1905; Broadway at West 196th St., Manhattan.
- Kew Gardens General Hospital, 80-02 Kew Gardens Rd, Queens. Gegründet 1941, geschlossen 1980er.
- Knickerbocker Hospital, gegründet 1862; 70 Convent Avenue, Manhattan
- Lebanon Hospital, gegründet 1890; 1650 Grand Concourse at Mount Eden Avenue, Bronx. 1962 mit Bronx Hospital zum Bronx-Lebanon Hospital Center vereinigt, Standorte beider bis dahin eigenständiger Häuser blieben erhalten.
- Lefferts General Hospital, 460 Lefferts Av, Brooklyn
- Le Roy Hospital, 40 East 61st St, Manhattan

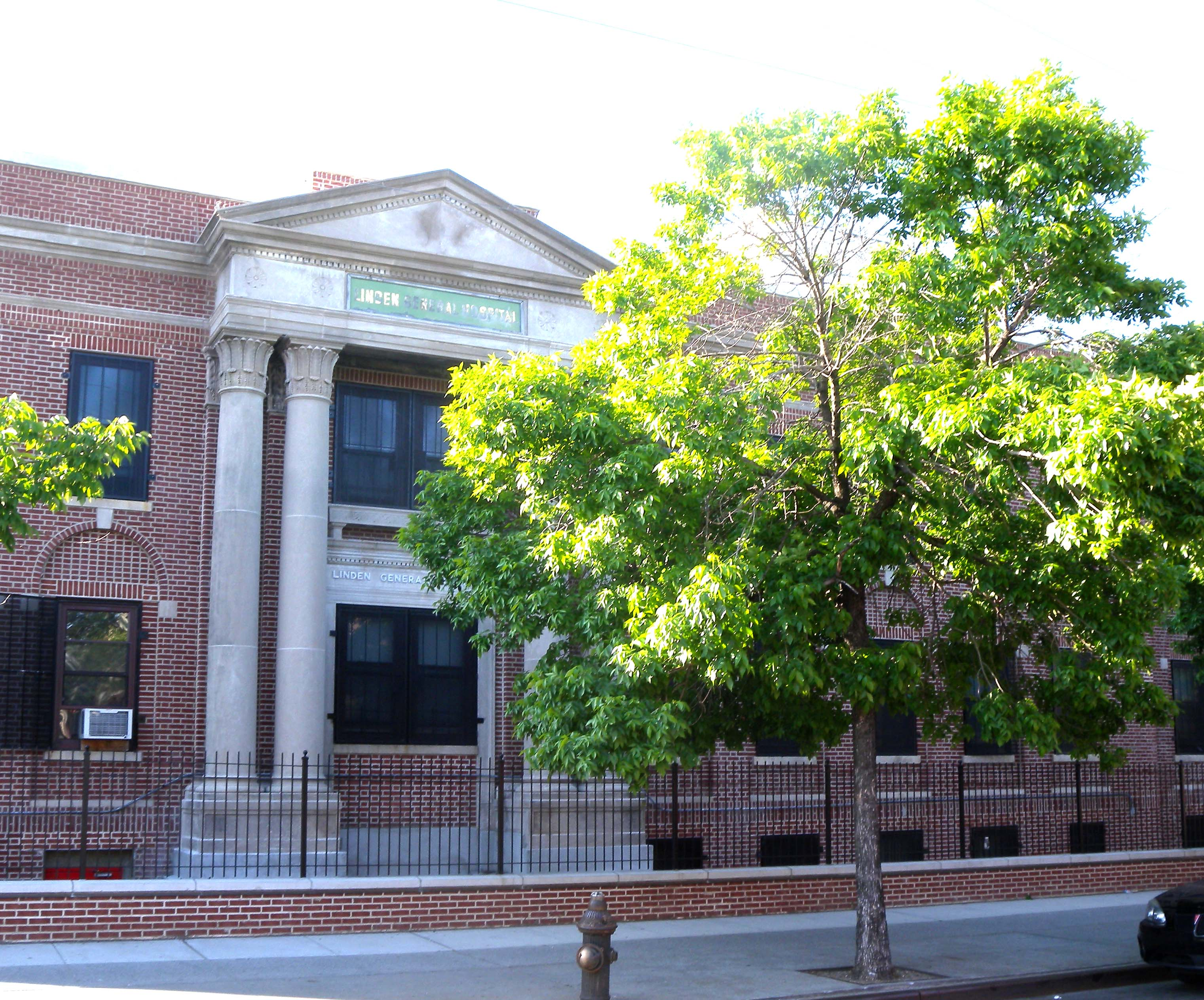
Linden General Hospital

- Linden General Hospital, 501 New Lots Av, Brooklyn
- Lutheran Hospital of Brooklyn, East New York Ave at Junius Street, Brooklyn.
- Madison Avenue Hospital, 30 East 76th Street, Manhattan.
- Mary Immaculate Hospital, 152-11 89th Avenue, Jamaica, Queens. Von 1902, geschlossen im März 2009.
- McDougall Hospital beim Fort Schuyler, The Bronx
- Medical Arts Center Hospital, 57 West 57th Street, Manhattan.[6]
- Midtown Hospital, 309 East 49th Street, Manhattan
- Midwood Hospital, 19 Winthrop Street, Brooklyn.
- Morrisania Hospital
- Mount Eden Hospital, 199 East Mount Eden Avenue, the Bronx.
- New York City Hospital, 150 Betten, Pearl St. (1864)
- New York City - the new Woman’s Hospital, Ecke Fiftieth Street / Fourth Avenue. (1876)
- New York Ophthalmic Hospital (1868)
- The New York Orthopaedic Dispensary (1870)
- New York Infirmary, gegründet 1853; 321 E. 15th St., Manhattan, zusammengelegt mit dem Beth Israel.
- The Northern Dispensary Waverly Place / Christopher Street. (1840-1870)
- Northeastern Dispensary gegründet 18. Februar 1862, 100 East 59th Street, nahe Third Avenue
- Northwestern Dispensary
- North General Hospital, Harlem. Gegründet 1979, geschlossen 2010 nach Zahlungsunfähigkeit.
- Norwegian Lutheran Deaconess Hospital, gegründet 1883 von Elisabeth Fedde; 4520 Fourth Avenue, Brooklyn. 1974 nach 150 55th Street, Sunset Park, Brooklyn, umgezogen als Lutheran Medical Center. Wurde zu NYU Langone Hospital – Brooklyn.
- Ocean Hill Memorial Dispensary and Hospital
- Our Lady of Mercy Medical Center, 600 East 233rd Street; ehemals das Misericordia Hospital, 2008 mit dem Montefiore Medical Center zur Montefiore North Division zusammengelegt, später in Wakefield Division of Montefiore umbenannt
- Park Hospital (1873)
- Park Avenue Hospital, 591 Park Ave, Manhattan.
- Park East Hospital, 112 East 83rd St, Manhattan.
- Park West Hospital, 170 West 76th St, Manhattan.
- Parkchester General Hospital 1424 Parker Street, the Bronx.
- Parkway Hospital (Manhattan), 123 West 110 Street
- Parkway Hospital (Queens) 70-35 113th Street, Forest Hills. 1963 - 2009.
- Parsons Hospital, zusammengelegt mit dem Flushing Hospital, 1996 gekauft von New York Hospital
- Physicians Hospital, 34-01 73rd Street, Jackson Heights, Queens.
- Polyclinic Hospital, 345 West 49th St, Manhattan.
- Prospect Hospital, 730 Kelly St, Bronx.
- Prospect Heights Hospital, gegründet 1871; 775 Washington Ave, Brooklyn.
- Reconstruction Hospital, 395 Central Park West, Manhattan.
- Regent Hospital, 115 East 61st St, Manhattan.
- Riverside Hospital, North Brother Island, Bronx. Als Quarantänekrankenhaus Nachfolger des Smallpox Hospital. 1963 geschlossen.
- Roosevelt Hospital, gegründet 1871; zusammengelegt 1979 mit St. Luke’s Episcopal Hospital.
- Samaritan Hospital, gegründet 1906, 759 President St, Brooklyn.
- Royal Hospital, 2021 Grand Concourse, Bronx.
- Seney Hospital Brooklyn
- Shore Road Hospital, 9000 Shore Rd, Brooklyn.
- Smallpox Hospital, (1872; später auch als Renwick Smallpox Hospital, Maternity and Charity Hospital Training School bezeichnet), Roosevelt Island. Nach North Brother Island als das Riverside Hospital verlegt. Als denkmalgeschützte Ruine erhalten.
- Smith’s Infirmary Hospital oder Samuel R. Smith Infirmary, gegründet 1861, Staten Island
- St. Albans Naval Hospital, eröffnet 1943, ab 1976 das St. Albans VA Medical Center der Veterans’ Administration; St. Albans, Queens.
- St. Ann’s Maternity Hospital, 13 East 69th Street, Manhattan.
- St. Anthony’s Hospital, 89-15 Woodhaven Boulevard, Ozone Park, Queens.
- St. Catherine Hospital, gegründet 1893; 133 Bushwick Avenue, Brooklyn
- St. Cecilia Maternity Hospital, 484 Humboldt St, Brooklyn.
- St. Francis Hospital, 525 East 142nd St, Bronx.
- St. Elizabeth’s Hospital, 689 Fort Washington Ave, Manhattan
- St. Giles, 1346 President St, Brooklyn.
- St. Francis Hospital (1840–1870)
- St. John’s Episcopal Hospital, 1545 Atlantic Avenue, Bedford–Stuyvesant, Brooklyn. Wurde später das St. John’s Hospital of Brooklyn, ging 1982 mit dem Brooklyn Jewish Hospital and Medical Center zum Interfaith Medical Center zusammen.
- St. John’s Queens Hospital, 90-02 Queens Boulevard, Queens. Geschlossen im März 2009.
- St. John Long Island Hospital, gegründet 1890; 25-01 Jackson Av., Long Island City.
- St. Joseph Hospital, gegründet 1905; 327 Beach 19th St, Far Rockaway, Queens.
- St. Joseph’s Hospital for Chest Diseases, gegründet 1882; Brook Av. at 143rd St., Bronx.
- St. Luke Episcopal Hospital, gegründet 1856; 1979 zum Roosevelt Hospital.
- St. Mary’s Hospital, 1298 Saint Marks Avenue, Brooklyn. Geschlossen 2009
- St. Peter Hospital, gegründet 1864; 380 Henry St., Brooklyn.

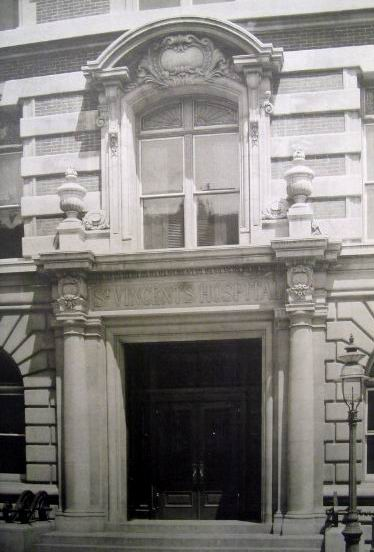
St. Vincent Catholic Medical Center, Greenwich Village (Hauptportal von 1900, Komplex bis 2013 abgerissen)

- St. Vincent Catholic Medical Center, 170 West 12th Street, Greenwich Village, Manhattan. 2010 geschlossen, 2011 verkauft, Hauptgebäude bis 2013 abgerissen. Moderner Westflügel durch das Lenox Hill Hospital übernommen und 2014 wiedereröffnet als Poliklinik Lenox Health Greenwich Village.
- St. Vincent Midtown Hospital, früher St. Clare’s Hospital and Health Center, 415 West 51st St., Manhattan. Geschlossen 2007.
- Sister Elizabeth Maternity Hospital, 362 51st St, Brooklyn.
- Swedish Hospital, 1350 Bedford Avenue, Brooklyn.
- Sydenham Hospital, 565 Manhattan Ave, Manhattan.
- Terrace Heights Hospital 87-37 Palermo Street, Hollis, Queens, jetzt Holliswood Hospital.
- The Northern Dispensary, Waverly Place / Christopher Street. (1840–1870)
- The Demilt Dispensary (1840–1870) Second Avenue / Twenty-third Street.
- The New York Dispensary for Diseases of the Throat and Chest (1840–1870)
- Trafalgar Hospital, 161 East 90th St, Manhattan
- Triboro Hospital, Jamaica, Queens. Gegründet 1941 als Tuberkulose-Sanatorium, seit den 1950er Jahren Teil des Queens Hospital Center, dient seit den 1970er Jahren der Allgemeinversorgung.
- Union Hospital, 260 East 188th St, Bronx.
- Unity Hospital, 1545 Saint John’s Place, Brooklyn.
- University Heights Hospital, 74 West Tremont Ave, Bronx.
- University Hospital of Brooklyn at Long Island College Hospital, geschlossen 2014. War ein öffentlich-rechtliches Krankenhaus und konnte trotz hoher finanzieller Verluste nicht früher geschlossen werden. Zuletzt in Trägerschaft der State University of New York. War bis 2011 das Long Island College Hospital, gegründet 1858; 339 Hicks Street, Brooklyn.
- Verplanck State Emigrant Hospital, Wards Island
- Van Etten Hospital
- Wadsworth Hospital, 629 West 185th St, Manhattan
- Woman’s Hospital in New York, gegründet 1855, später Teil des St. Luke’s-Roosevelt Hospital Center; 141 W. 109th Street, Manhattan.
- Western Dispensary for Women and Children
- Wickersham Hospital, 133 East 58th St, Manhattan
- The Willard Parker Hospital (ehemaliges Krankenhaus; 1897)
- Williamsburg General Hospital, 757 Bushwick Ave, Brooklyn.
- Williamsburg Maternity Hospital
- Whitestone Hospital, 166th St at 12th Ave, Whitestone, Queens.

## Weiterführende Informationen